# Maine (fiume)
La Maine è un fiume dell'ovest della Francia, affluente destro della Loira, in cui confluisce presso Bouchemaine. Sebbene abbia un percorso breve, solo 12 km, è un fiume dalla notevole importanza. Il corso d'acqua si chiama Maine in seguito all'unione di due fiumi: la Sarthe e la Mayenne, subito a monte della città di Angers. Talvolta è stato considerato, ancora nel XVIII secolo, semplicemente come un tratto del corso della Mayenne.